# 追腹一件
追腹一件（おいばらいっけん）は、寛文8年（1668年）に起こった宇都宮藩での殉死事件である。

## 概要
寛文8年2月19日（1668年3月31日）、下野国（いまの栃木県）宇都宮藩主奥平忠昌が、江戸汐留の藩邸で病死した。忠昌の世子であった長男の奥平昌能は、忠昌の寵臣であった杉浦右衛門兵衛に対し「いまだ生きているのか」と詰問し、これが原因で杉浦はただちに切腹した。
家臣が主君の死後、その後を追う風習は当時「追腹」と称され、家臣が主君に殉じるのは「一生二君に仕えず」とする武家社会のモラル（要出典）に由来していた。当初は戦死の場合に限られていたが、のちには病死であっても追腹が盛行し、江戸時代初期に全盛期を迎えた。
4代将軍徳川家綱の下で文治政治への転換を進めていた江戸幕府では、この事件に先立つ寛文3年（1663年）に殉死禁止令を既に発布していた。そこで、昌能・杉浦の行為をともに殉死制禁に対する挑戦行為ととらえ、御連枝の家柄とはいえ奥平家に対し2万石を減封して出羽山形藩9万石への転封に処し、殉死者杉浦の相続者を斬罪に処するなど厳しい態度で臨んだ。これにより、殉死者の数は激減したといわれる。
忠昌没後14日目には、奥平家重臣の奥平内蔵允が、法要への遅刻を同僚の奥平隼人に責められたのをきっかけに2人が口論となり、隼人に「腰抜け」となじられ憤慨した内蔵允が武士の一分を立てるためと隼人に斬りつけ、両名が私闘に及ぶという事件（宇都宮興禅寺刃傷事件）が起きた。この事件への昌能の裁定に対して、藩士間では不満が渦巻き、内蔵允の子の奥平源八らによって江戸牛込浄瑠璃坂での隼人への仇討ち事件（浄瑠璃坂の仇討）がのちに起こるなど、昌能の代の奥平家では騒動が相次いだ。